# 纳盖乔德尔伊
纳盖乔德尔伊（Nagai Chaudhry），是印度哈里亚纳邦Mahendragarh县的一个城镇。总人口7368（2001年）。

## 人口
该地2001年总人口7368人，其中男性3885人，女性3483人；0—6岁人口973人，其中男557人，女416人；识字率58.18%，其中男性为66.98%，女性为48.38%。